# Victoria Boydell
Victoria Boydell (* 20. Jahrhundert) ist eine britische Filmeditorin.

## Leben
Victoria Boydell wurde ab Anfang der 1990er Jahre zur Schnitt-Assistentin ausgebildet, nach einigen Jahren wurde sie als eigenständige Filmeditorin aktiv. Für ihre Arbeit beim Kriegs-Dreiteiler Die Besatzer (2009) wurde sie für einen BAFTA Award, BAFTA TV Craft Award und RTS Craft & Design Award nominiert. Für den Historien-Dreiteiler Große Erwartungen (2011) wurde sie für einen BAFTA Award und einen RTS Craft & Design Award nominiert. Ihr Schaffen für Film und Fernsehen umfasst mehr als 50 Produktionen.

## Filmografie (Auswahl)
- 1996: Hard Men
- 1999: Wonderful You (Miniserie, 7 Folgen)
- 2001: Jagd auf den Schatz der Riesen (Jack and the Beanstalk: The Real Story) (Fernsehfilm)
- 2006: Streets of London – Kidulthood (Kidulthood)
- 2006: Krakatoa: The Last Days
- 2008: Hush
- 2009: Die Besatzer (Occupation)
- 2011: Random
- 2011: The Awakening
- 2011: Große Erwartungen (Great Expectations)
- 2012: Broken
- 2012: Blood – You Can’t Bury The Truth
- 2013: Dido Elizabeth Belle (Belle)
- 2013: The Wrong Mans – Falsche Zeit, falscher Ort (The Wrong Mans, Fernsehserie, 1 Folge)
- 2015: Best Exotic Marigold Hotel 2 (The Second Best Exotic Marigold Hotel)
- 2015: London Spy (Miniserie, 5 Folgen)
- 2017: Der Stern von Indien (Viceroys House)
- 2018: Slaughterhouse Rulez
- 2019: The Last Vermeer
- 2020: Die Kinder von Windermere (The Windermere Children)
- 2021: Die Täuschung (Operation Mincemeat)
- 2023: Rye Lane
- 2023: Saltburn
- 2025: My Oxford Year